# Cordia watsonii
Cordia watsonii là loài thực vật có hoa trong họ Mồ hôi. Loài này được N.E.Rose mô tả khoa học đầu tiên năm 1890.